# Kompas geomantyczny

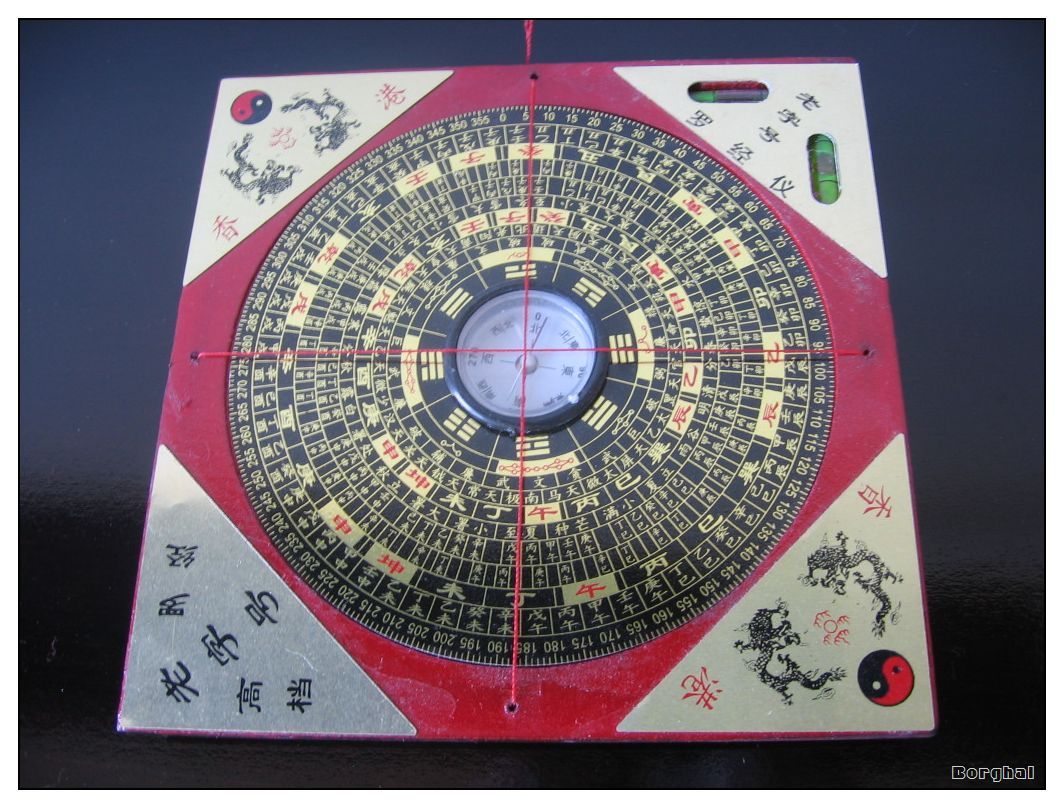
Współczesny luopan

Kompas geomantyczny (chiń. upr. 罗盘; chiń. trad. 羅盤; pinyin luópăn) – przyrząd używany w chińskiej geomancji (feng shui) do rozplanowywania budynków i grobów. Jest niewiele młodszy, niż sam wynalazek kompasu. W przeciwieństwie do niego nie wskazuje jednak kierunku północnego, ale południe. Tarcza luopanu podzielona jest tak, aby wyznaczała osiem trygramów i heksagramy Yijing, a także szereg innych informacji wziętych z filozofii chińskiej, jak np. pięć żywiołów i 28 stacji księżycowych.
Nazwa luopan składa się ze znaku "luo" (wszystko) i "pan" (talerz). 